# Bollinger
Bollinger es una productora de champán con sede en Aÿ (Francia). Produce varios vinos bajo el nombre Bollinger: el non-millessimé Special Cuvée y los millessimé Grande Année, R.D. y Vieilles Vignes Françaises, este último con una producción extraordinariamente limitada. Fundada en 1829 por Hennequin de Villermont, Paul Renaudin y Jacques Bollinger, la casa continúa siendo propiedad de la familia Bollinger. En Gran Bretaña el champán Bollinger es conocido como "Bolly".

## Historia
Bollinger tiene sus raíces en la región de Champagne, remontándose su origen a 1585, cuando los Hennequin, una de las familias fundadoras de Bollinger, adquirió la propiedad de unas tierras en Cramant. Antes de la fundación de la casa Bollinger en el siglo XVIII, la familia Villermont ya elaboraba vino, aunque no bajo su nombre de familia. En 1750, los Villermont se establecieron en el número 16 de la calle Jules Lobet de Aÿ, que luego se convirtió en la sede central de Bollinger. En 1803 Jacques Joseph Placide Bollinger nació en Ellwanger, en el reino de Wurtemberg. En 1822 se trasladó a la región de Champagne y comenzó a trabajar en la casa de champán Muller Ruinart, que ya no existe. Muchos otros ciudadanos alemanes vinieron a establecerse en la región de Champagne, incluido Johann-Joseph Krug y el Heidsiecks, que fundó una casa que se convertiría en Charles Heidsieck, Piper Heidsieck, Heidsieck & Co Monopole, Veuve Clicquot y otros.
La casa de champán Renaudin Bollinger fue fundada el 6 de febrero de 1829 en Aÿ por Hennequin de Villermont, Paul Levieux Renaudin y Jacques Bollinger. De acuerdo con la tradición de la familia Villermont, los socios acordaron que este nombre no se utilizaría en las etiquetas, de ahí el nombre de la marca, Renaudin Bollinger. Desde que Jacques Bollinger se casó con Charlotte de Villermont, la casa ha sido gestionada por la familia Bollinger. A pesar de que Paul Renaudin falleció sin herederos con su nombre de pila, la marca no fue exclusivamente Bollinger hasta la década de 1960.
El fundador Jacques Joseph Bollinger se casó con Charlotte de Villermont. La pareja tuvo una hija, Marie, quién tuvo dos hijos, Joseph y Georges. Ellos se hicieron cargo de la compañía en 1885 y comenzaron a ampliar el patrimonio familiar mediante la compra de viñedos en los pueblos cercanos. También desarrollaron la imagen de la marca, como cuando Bollinger se convirtió en el proveedor oficial de la corte británica, recibiendo una Cédula Real en 1884 de la reina Victoria.

### Expansión con Lilly Bollinger
En 1918 Jacques Bollinger, hijo de George, se hizo cargo de la empresa. Jacques se casó con Emily Law de Lauriston Bourbers, conocida como "Lilly". Jacques amplió las instalaciones mediante la construcción de nuevas bodegas, la compra de los viñedos Tauxières y la adquisición de los activos de otra marca de champán, en el Boulevard du Marechal de Lattire de Tassigny, donde se encuentra actualmente la sede oficial de Bollinger.
Cuando Jacques Bollinger murió en 1941, Lilly Bollinger se hizo cargo del negocio. Lilly amplió la producción mediante la compra de más viñedos, aunque es más conocida por viajar por el mundo para promover la marca. Lilly lo promocionó ampliamente en la región de Champagne, dejando varias citas notables.
"Lo bebo cuando estoy feliz y cuando estoy triste. A veces lo bebo cuando estoy sola. Cuando estoy acompañada lo considero obligatorio. Como con él si no tengo hambre y lo bebo cuando sí la tengo. En cualquier otro caso no lo bebo, a menos que tenga sed."
Lilly dirigió Bollinger hasta 1971, cuando sus sobrinos Claude d'Hautefeuille y Christian Bizot le sucedieron.

### Presente
Bollinger se modernizó bajo la dirección de Claude d'Hautefeuille, quién adquirió viñedos adicionales y desarrolló la marca a nivel internacional. Después de Claude, su primo Christian Bizot se hizo cargo de la casa Bollinger. Además de ampliar la distribución mundial de Bollinger, Bizot establecido la Carta de Ética y Calidad en 1992. Desde 1994, Ghislain de Mongolfier ha dirigido Bollinger. Bisnieto del fundador, Mongolfier también ha sido presidente de la Asociation Champenoise Viticole desde 2004. 
La marca ha utilizado la popular serie de películas de James Bond como sistema de marketing. En la película de 2002 "Die Another Day" se escucha a James Bond (interpretado por Pierce Brosnan) pidiendo una botella de Bollinger.

## Vinos

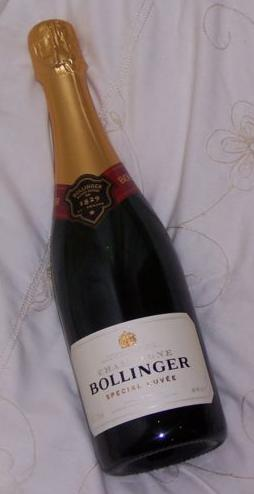
Botella de champán Bollinger Special Cuvée.

Bollinger es una de las últimas casas independientes de Champagne. De gestión familiar desde 1889, Bollinger mantiene más de 150 hectáreas de viñedos. En la actualidad produce los siguientes vinos espumosos:
- Cuvée Especial (non-millessimé): La expresión del estilo de la casa Bollinger. Este champán utiliza una clásica mezcla de uvas, de un año determinado, a la que añade vinos de reserva. Tom Stevenson describe el estilo de la casa como "clásico, Champagne Pinot dominado por la longevidad de un gran potencial y complejidad", que "tiende a tostado."[2] La mezcla incluye hasta un 10% de vinos de reserva, que pueden ser de hasta quince años. Esto le da al cuvé especial su complejidad y su estructura. (Composición: 60% Pinot Noir, 25% Chardonnay, 15% Pinot Meunier.)

- Grande Année (millessimé): Cuando Bollinger cree que hay una cosecha excepcional, produce su champán Grande Année ("gran cosecha") concebido para expresar el carácter del millessimé. La casa selecciona los mejores vinos para producir el Grande Année. Este champán también está disponible en rosado. El vino permanece cinco años sobre sus lías y se añeja en botella bajo corcho. (Composición: 65% Pinot Noir, 35% Chardonnay, Pinot Meunier 0%.)

- R.D. (millessimé): Esta mezcla es una extensión lógica de la mezcla Grande Année, llevado más lejos mediante la ampliación de la crianza sobre lías. RD permanece ocho años sobre sus lías, y envejece también, como el Grande Année, bajo corcho. R.D. es una marca registrada de Bollinger que significa récemment dégorgé ("recientemente degollado"). A mediados de la década de 1990, Bollinger vendió Année Rare, que fue un R.D. envejecido más tiempo de la cuenta sobre las lías. La fecha de degüelle figura en la etiqueta trasera. Michael Broadbent ha observado que existe una variación entre R.D. del mismo año con fechas diferentes de degüelle. El R.D. de 1981 es especial, en tanto que en esa añada no se produjo Grande Année.

- Vieilles Vignes Françaises' (millessimé): Considerado como el cuvée de prestigio de Bollinger, este blanc de noirs se hace en pequeñas cantidades a partir de viñas de dos pequeñas parcelas con injertos de pie franco plantados en baja densidad (3000 plantas por hectárea). El comentarista de vinos inglés Cyril Ray sugirió a la señora Bollinger en la década de 1960 la idea de utilizar las viñas sin injertar para producir un vino de una sola variedad.[3] La primera cosecha fue en 1969. La superficie total de vides utilizadas en este raro champán es menos de la mitad de una hectárea. Vieilles Vignes se refiere a cómo las vides están cultivadas, no a la edad de los injertos. Los viñedos de baja densidad, Clos St-Jacques de Aÿ y Terres Chaudes de Aÿ, se podan intensamente, y por ello producen un 35% menos de jugo de uva por cepa, creando un "vino enriquecido"[4] En 2005 la filoxera destruyó la tercera parcela de viñedos usados para este vino, Croix Rouge en Bouzy. Las botellas son numeradas y la producción anual de las parcelas sin injertar ha variado entre 3000 y 5000 botellas.[5]

- Coteaux Champenoise La Côte aux Enfants (vintage): Este vino tinto se produce con uvas cultivadas en la ladera sur en un 100% con el viñedo echelle, en Côte aux Enfants de Aÿ.[6]

### Vinos de reserva
De cada cosecha, Bollinger guarda algunos vinos grand cru y premiere cru para los vinos de reserva. Los reservas se embotellan en magnums, bajo una ligera presión y una crianza de cinco a quince años. Bollinger mantiene una amplia bodega de más de 300.000 botellas mágnum, clasificadas por añada. El sistema de Bollinger de reserva vino es único en Champagne, y la casa cree que contribuye al estilo del Cuvée Especial.

### Producción
Bollinger se fermenta en barricas de roble. En la cosecha, sólo se utiliza la primera prensada, el cuvée, a menos que la cosecha sea de una calidad especialmente alta, en cuyo caso se usa también una segunda prensada de Chardonnay. Bollinger vende como segunda prensada los tailles.
Bollinger utiliza dos casas de prensado (Louvois y Mareuil sur Aÿ) a fin de garantizar una corta distancia entre cosecha y prensado. Cuando las prensadas llegan a las bodegas, el maestro bodeguero selecciona los de mejor calidad, siendo vendidos aquellos que no cumplen los estándares de calidad de la marca.
La primera fermentación se lleva a cabo añada por añada y variedad por variedad, preservando muchas de las características únicas de la ubicación de la vid. Bollinger es una de las pocas casas de champán que lleva a cabo parte de la primera fermentación en barricas de roble. Normalmente, Bollinger somete los vinos a fermentación maloláctica. La Grande Année de 1995 no se sometió a ella. Bollinger sólo usa levaduras tradicionales, pues la marca considera que las nuevas generaciones de levaduras (aglomeradas y encapsuladas) no producen un champán satisfactorio.
Todo el vino millessimé, incluido aquel que se utiliza en el Grande Année, se fermenta en pequeñas barricas de roble, clasificadas según su origen y variedad. Para el vino no millessimé se utilizan tanto el roble como el acero inoxidable. En Bollinger trabaja el último tonelero de Champagne. Las barricas de roble son de por lo menos cuatro años, evitándose con ello la transferencia de taninos al vino. El vino sólo se filtra ligeramente.
Todo el champán Bollinger pasa mucho tiempo sobre sus lías, lo que contribuye a su sabor complejo. Aunque las normas de denominación de origen controlada sólo requieren 15 meses sobre lías para el champán non-millessimé y tres años para los millessimé, Bollinger envejece los non-millesimé durante tres años y los millessimé de cinco a ocho. Además, las botellas de Grande Année y de R.D. se remueven a mano.
En degüelle, a los vinos se les da una dosis baja, para mantener el equilibrio y el sabor del vino. Se utilizan de 6 a 9 gramos de azúcar por litro para los Cuvée Especial y La Grande Année. El extra-brut R.D. se dosifica con entre 4 y 5 gramos. Después de la dosificación, los vinos envejecen varios meses adicionales, reposando durante un mínimo de tres meses antes de su envío.
El champán Bollinger se envía listo para su consumo, aunque es apto para envejecido. Comentaristas de vino como Robert M. Parker y Michael Broadbent han observado diferencias entre Grande Année y R.D. de la misma cosecha.

### Abastecimiento de uva
Bollinger es propietaria de casi 160 hectáreas de viñas, que producen más del 60% de sus necesidades. Las vides son predominantemente Pinot Noir, específicamente el clon 386. Bollinger cree que este clon garantiza una buena calidad, así como las características del relieve de los diferentes terrenos.
Los viñedos también incluyen algunas cepas francesas raras sin injertar, de antes de la epidemia de la filoxera. Bollinger posee viñedos en el corazón de la región de Champagne, incluyendo los cru de Aÿ, Bouzy y Verzenay.
Lista de poblaciones con el tamaño de las explotaciones:
- Avenay: 15 hectáreas
- Aÿ: 22 hectáreas
- Bisseuil: 5,4 hectáreas
- Bouzy: 0,25 hectáreas
- Champvoisy: 17 hectáreas
- Cuis: 21,15 hectáreas
- Grauves: 6,6 hectáreas
- Louvois: 15,7 hectáreas
- Mutigny: 3,95 hectáreas
- Tauxières: 17,95 hectáreas
- Verzenay: 17 hectáreas

## Estructura de la compañía
La marca Bollinger pertenece a la empresa Société Jacques Bollinger, a quién pertenece también Ayala Champagne, Maison Chanson en Borgoña, Langlois-Chateau en el valle del Loira y Delamain en Cognac, todas ellas en Francia. En Australia, la Société Jacques Bollinger ha invertido en la Bodega Tapanappa en la región de Wrattonbully. Otros socios de la Bodega Tapanappa son Jean-Michel Cazes de Château Lynch-Bages y Croser Brian.